# Deus Ex Machinae
Deus ex Machinae es el álbum debut de la banda Machinae Supremacy, publicado por Design Records Ltd. en el 2004. Inicialmente se produjeron solo 1000 copias. En 2005, 1000 copias más fueron publicadas con una nueva pista, remasterización de las que contenía el álbum original y nuevo diseño de carátula. Fue grabado en los Blind Dog Studios y Lilla Tomtestudion, Luleå. Todas las canciones fueron escritas, compuestas y ejecutadas por Machinae Supremacy. Desde 2011, este disco es distribuido en la web oficial de forma gratuita.

## Canciones
1. "Insidious" - 05:36
2. "Super Steve" - 05:39
3. "Dreadnaught" - 04:05
4. "Flagcarrier" - 06:02
5. "Return to Snake Mountain" - 05:18
6. "Player One" - 05:43
7. "Deus ex Machinae" - 04:44
8. "Attack Music" - 03:35
9. "Ninja" - 05:23
10. "Throttle and Mask" - 03:59
11. "Killer Instinct" - 03:53
12. "Tempus Fugit" - 04:58
13. "Blind Dog Pride" - 06:25
14. "Machinae Prime" - 07:12
15. "Soundtrack to the Rebellion" (solo en la reedición) - 6:00

## Créditos

### Miembros de la banda
- Andreas Gerdin - Teclado y coro.
- Kahl Hellmer - Bajo.
- Tomas Nilsén - Batería.
- Jonas Rörling - Guitarra y coro.
- Robert Stjärnström - Voz y guitarra, arte y diseño.

### Otros
- Erica Öberg (de INJA) - Voz en Flagcarrier.
- Thomas Eberger - Masterización.
- Jens Habermann - Arte adicional.
- Stefan Sundström - Ingeniero en sonido
- Robert Stjärnström - Arte y diseño.

- Datos: Q683319